# Красноярское сельское поселение (Нолинский район)
Красноярское сельское поселение — муниципальное образование в составе Нолинского района Кировской области России.
Центр — посёлок Красный Яр.

## История
Красноярское сельское поселение образовано 1 января 2006 года согласно Закону Кировской области от 07.12.2004 № 284-ЗО.

## Население
| 2010  | 2012  | 2013  | 2014  | 2015  | 2016  | 2017  |
| ----- | ----- | ----- | ----- | ----- | ----- | ----- |
| 1108  | ↘1067 | ↗1072 | ↗1085 | ↘1058 | ↗1070 | ↘1053 |
| 2018  | 2019  | 2020  | 2021  |       |       |       |
| ↘1045 | ↘1022 | ↘997  | ↗1039 |       |       |       |

## Состав
В поселение входят 6 населённых пунктов (население, 2010):
- посёлок Красный Яр — 493 чел.;
- деревня Боровляна — 67 чел.;
- деревня Малыши — 45 чел.;
- починок Никольский — 1 чел.;
- деревня Сомовщина — 118 чел.;
- деревня Чащино — 384 чел.